# FC Köniz
FC Köniz is een Zwitserse voetbalclub uit Köniz. De thuiswedstrijden worden gespeeld op het sportomcplex Liebefeld-Hessgut. De traditionele kleuren zijn zwart en wit. 

## Geschiedenis
De club werd in 1933 opgericht. FC Köniz speelde lang in de lagere regionen van het Zwitserse voetbal en nam in 1977, 1983 en 1984 niet succesvol deel aan promotiewedstrijden voor een plaats in de Nationalliga B (de huidige Challenge League).
In 2011 begon de club met het aantrekken van spelers die op het hoogste niveau gespeeld hadden zoals de Spanjaard Carlos Varela en de Argentijn Miguel Portillo. In 2012 won de club ook direct haar groep in de 2. Liga interregional en een jaar later promoveerde FC Köniz via play-offwedstrijden na een tweede plaats in de 1. Liga. Hierdoor speelde de club in het seizoen 2014/15 op het derde niveau in de Promotion League. 
Men wist het seizoen erop de kwartfinales te bereiken van de strijd om de Zwitserse beker. Daarin verloor de ploeg onder leiding van trainer-coach Bernard Pulver pas na verlenging van eersteklasser FC Lugano (2-0). 
Het seizoen 2020/21 eindigde met degradatie naar de 1. Liga, het vierde niveau. 

## Eindklasseringen
| Seizoen   | №  | Clubs | Divisie           | Duels | Winst | Gelijk | Verlies | Doelsaldo | Punten | Tsch |
| --------- | -- | ----- | ----------------- | ----- | ----- | ------ | ------- | --------- | ------ | ---- |
| 2013–2014 | 4  | 16    | 1. Liga Promotion | 28    | 13    | 10     | 5       | 48–31     | 49     | 299  |
| 2014–2015 | 2  | 16    | 1. Liga Promotion | 30    | 17    | 6      | 7       | 60–34     | 57     | 304  |
| 2015–2016 | 13 | 16    | 1. Liga Promotion | 30    | 8     | 10     | 12      | 49–52     | 34     | 341  |
| 2016–2017 | 8  | 16    | 1. Liga Promotion | 30    | 11    | 7      | 12      | 40–43     | 40     | 219  |
| 2017–2018 | 7  | 16    | Promotion League  | 30    | 12    | 6      | 12      | 56-53     | 42     | 227  |
| 2018–2019 | 7  | 16    | Promotion League  | 30    | 10    | 11     | 9       | 41-46     | 41     | 220  |
| 2019–2020 | 11 | 16    | Promotion League  | 17    | 6     | 2      | 9       | 23-39     | 20     | 179  |